# Маркович, Светозар (социалист)
Све́тозар Ма́ркович (серб. Светозар Марковић, 21 сентября 1846, Заечар, Сербия — 10 марта 1875, Триест, Австро-Венгрия) — сербский журналист, публицист, литературный критик, философ
-материалист, революционер и политик-социалист второй половины XIX века. Вместе с выдающимся политиком Николой Пашичем Маркович основал влиятельную Народную радикальную партию.

## Биография
Родился в городе Зайчар в семье мелкого полицейского клерка. Детство провёл в деревне Рековац, городах Ягодина и Крагуевац. Получая высшее техническое образование в Белградской высшей школе (1863—1866), заинтересовался литературой и политикой, попав под влияние Владимира Йовановича и Вука Караджича.
За успехи в учёбе преподаватели способствовали Марковичу в продолжении образования за рубежом. Он избрал Петербургский государственный университет путей сообщения императора Александра I, где проучился три года (1866—1869). Обучаясь в Санкт-Петербурге, Маркович увлёкся социалистическими идеями, сблизившись с русскими революционными демократами, в особенности с теоретиком общинного социализма Н. Г. Чернышевским. Участвовал в русском революционном движении, был близок к подпольной петербургской организации «Сморгонская академия»; из-за своей политической активности был вынужден покинуть Россию и заканчивать учёбу уже в Швейцарской высшей технической школе Цюриха (1869—1870).
В Швейцарии был агентом-корреспондентом русской секции Первого Интернационала. В целом выступая сторонником Маркса в Интернационале, считал, что открытые тем законы общественного развития. Поэтому в славянском вопросе Маркович был согласен с Бакуниным, который, вопреки марксистам, предлагал славянам не ждать социальной революции в передовых странах Европы, а тотчас приступить к организации активных сил для немедленного социального переворота в славянских странах.
С лета 1870 года вернулся в Сербию, где развернул пропаганду социалистических идей среди учащейся молодёжи, собрав вокруг себя круг политически активных студентов (включавший Николу Пашича). Он был членом политико-литературного общества «Омладина», организованного в 1861 году зарубежными (венгерскими и хорватскими) сербами. В «Омладине», бывшей молодёжным крылом Либеральной партии, Светозар Маркович стоял во главе радикального левого течения. Издавал первую на Балканах социалистическую газету «Раденик» («Работник», 1871—1872). На страницах «Раденика» Маркович выступал в защиту Парижской Коммуны и дал изложение Коммунистического Манифеста. Правительство запретило газету за «измену», используя в качестве предлога публикацию в ней статьи, прославлявшей Иисуса Христа как революционера и коммуниста.
Сам Маркович, которого сербские власти собирались арестовать, ранее бежал в Нови-Сад в Австро-Венгрии, но был оттуда выслан и ненадолго всё-таки был арестован сербской полицией. В Крагуеваце Светозару Марковичу удалось образовать центр радикально-социалистической деятельности, который приобрёл влияние и стал предметом преследований правительства. Редактируемые Марковичем газеты «Jавност» («Гласность», 1873—1874) и «Ослобеħење» («Освобождение», 1875) объединили вокруг себя прогрессивную сербскую интеллигенцию.
За свои идеи в январе 1874 года был вновь арестован в городе Пожаревац и привлечён к судебному разбирательству. На суде отстаивал свободу слова и завоевал симпатию широких слоёв сербского общества, однако плохие условия заключения серьёзно подкосили его здоровье. Осуждён на 18 месяцев тюремного заключения (из-за состояния здоровья срок сокращён до 9 месяцев).
Маркович установил близкие контакты с социалистами других балканских народов, в частности с болгарином Любеном Каравеловым.
Скончался в эмиграции в австрийском Триесте в возрасте 28 лет от туберкулёза, полученного в заключении.

## Взгляды
Теоретической основой революционных взглядов Марковича была материалистическая философия, изложенная им в сочинении «Реальное направление в науке и жизни» (1871—1872). В нём, опираясь на труды Чарльза Дарвина, Герберта Спенсера, Ивана Михайловича Сеченова и других естествоиспытателей, выстраивает свою антропологическую философию и выводит из неё требования социальных изменений, считая конечным результатом научного прогресса достижение условий для равноправия и свободы.
В 1872 году Маркович издал книгу «Сербия на востоке», в которой анализировал историю Сербии до Первого сербского восстания 1804 года как общества, разделённого не так по религиозному признаку, как по классовому. Считая государственную бюрократию паразитической, рассматривал в качестве её альтернативы для решения социального вопроса распространение строя «задруг» (полупатриархальных земельных обществ, составляющих общины). Как сторонник утопического социализма, Маркович видел в задруге механизм перехода к социалистическому обществу, подобно народникам в России.
Маркович переводил Прудона, симпатизируя его антиэтатистским идеям. В его труде «Социализм или общественный вопрос» проявляется и влияние идей марксизма. Двигателем исторического развития Маркович считал народ, при этом подчёркивая роль интеллигенции. Ратовал за уничтожение монархии и установление демократической республики на началах широкого самоуправления посредством крестьянской революции (он писал, что борьба «…является необходимым средством всюду, где только существует тирания, которую необходимо уничтожить»).
Критиковал сербское правительство за бюрократизм и национализм, сформировал идею Балканской федерации свободных равноправных республик социалистического устройства. Таким образом, Маркович выступал как предтеча югославизма.
Как отмечает Андрей Грубачич: «В диалоге с марксизмом он стремился к балканизированному социализму, основанному на общественных институтах и инстинктах, а не на неумолимых исторических законах… Его считали „утопическим социалистом“».
Многочисленные литературно-критические работы Марковича («Поэзия и мышление», 1868; «Реализм в поэзии», 1870; «Народ и писатели», 1872) положили начало материалистической эстетике и критическому реализму в сербской литературе. Он вдохновил писателя Милована Глишича на перевод «Войны и мира» Л. Н. Толстого и «Мёртвых душ» Н. В. Гоголя.

## Память
В титовской Югославии Маркович был почитаем как выдающийся сербский мыслитель, в его честь был переименован город Ягодина (Светозарево).
В 1946 году в часть столетнего юбилея Библиотека Белградского университета получила имя Светозара Марковича.